# Herman Grooten
Herman Grooten (1958) is een Nederlands schaker met FIDE-rating 2372 in 2017. Grooten is een internationaal meester en schaaktrainer.

## Loopbaan
Sinds ongeveer 1980 is hij werkzaam als schaaktrainer. Hij trainde en begeleidde in opdracht van de KNSB de topjeugd. Van 1998 tot 2003 was hij Topsportcoördinator van de KNSB. Daarna hield hij zich als kaderdocent voor de bond bezig met trainerscursussen.
- In 1980 won hij het Open Kampioenschap van Utrecht.[1]
- In 1995 behaalde Grooten in het Open toernooi van Leeuwarden een grootmeesterresultaat. In 1997 won hij het weekendtoernooi in Helmond.
- In augustus 2004 werd Herman tweede in het "Neumarkt open" schaaktoernooi in Oostenrijk, Petra Schuurman werd eerste.
- In het SIOM open schaakkampioenschap 2004 te Gouda eindigde Herman samen met Daniël Stellwagen en Zhaoqin Peng op een gedeelde derde plaats, Daniël Fridman werd eerste en Jan Smeets eindigde als tweede.
- Van 2 t/m 8 juli 2005 werd in La Fère het vierde internationaal open La Fère gespeeld waarin de grootmeesters Viesturs Meijers uit Letland en Vadym Malachatko uit Oekraïne met 7.5 punt uit negen ronden gelijk eindigden. Na de tie-break werd Meijers eerste. Er deden 185 spelers mee en Herman eindigde met zes punten.
- Van 21 t/m 29 oktober 2005 werd in Hoogeveen het Essent Schaaktoernooi verspeeld dat in de Open groep door Baklan met 7 uit 9 gewonnen werd. Grooten eindigde met 6 punten op een gedeelde derde plaats

## Publicaties
- Herman Grooten Understanding before Moving 1 Ruy Lopez-Italian Structures. Gent, Thinkers Publishing, 2018. ISBN 9789492510372
- Herman Grooten Understanding before Moving 2 Queen's Gambit Structures. Gent, Thinkers Publishing, 2018. ISBN 9789492510426
- Herman Grooten Begrijp wat je doet 1 Spaans-Italiaanse structuren. Gent, Thinkers Publishing, 2017. ISBN 9789492510167
- Herman Grooten Begrijp wat je doet 2 Damegambiet structuren. Gent, Thinkers Publishing, 2018. ISBN 9789492510327
- Herman Grooten: Attacking chess for club players. Improve your skills to overpower your opponent. Alkmaar, New in Chess, 2016. ISBN 978-90-5691-655-8
- Chess Strategy for Club Players, 2009, New in Chess. ISBN 978-90-5691-268-0. (Het boek haalde de shortlist voor The Guardian Chess Book of the Year 2009: Ronan Bennett & Daniel King: Chess Book of the Year, part 1: Chess Strategy of Club Players, by Herman Grooten. The Guardian, 29 september 2009.)
- Elementen van de schaakstrategie 3, 1997, Uitgeverij van Spijk, Venlo - Antwerpen. ISBN 978-9062162277
- Elementen van de schaakstrategie 2, 1996, Uitgeverij van Spijk, Venlo - Antwerpen.
- Elementen van de schaakstrategie 1, 1995, Uitgeverij van Spijk, Venlo - Antwerpen. De centrale vraag in deze schaakboekenreeks is: bestaat er een patroonherkenning bij strategische stellingskenmerken, zoals bij tactische motieven?

Daarnaast publiceerde Grooten onder andere schaakartikelen, -rubrieken en -columns in:
- Trouw
- Eindhovens Dagblad
- Schaakmagazine, het periodiek van de KNSB
- Schaaksite, een onafhankelijke Nederlandse site van en door schakers

## Persoonlijk leven
Herman Grooten heeft een relatie met FIDE Meester Petra Schuurman; zij hebben samen Schaakcentrum Sterk Spel. meer dan tien jaar geleid. Omdat Petra een baan als wiskundeleraar heeft, is Herman als eenmanszaak verdergegaan hiermee.

## Externe koppelingen
- (en)   Informatie over schaakpartijen van Herman Grooten op ChessGames.com
- (en)   Informatie over schaakpartijen van Herman Grooten op 365chess.com
- (en)  FIDE-ratinggegevens voor Herman Grooten
- Herman Grooten (born 02-07-1958; Elo-rating in 2004:2390)